# Supercoppa dei Paesi Bassi 2001
La Supercoppa dei Paesi Bassi 2001 (ufficialmente Johan Cruijff Schaal VI) è stata la dodicesima edizione della Johan Cruijff Schaal.
Si è svolta il 12 agosto 2001 all'Amsterdam ArenA tra il PSV Eindhoven, vincitore della Eredivisie 2000-2001, e il Twente, vincitore della KNVB beker 2000-2001.
A conquistare il titolo è stato il PSV Eindhoven che ha vinto per 3-2 con reti di Mateja Kežman, Arnold Bruggink e Dennis Rommedahl.

## Partecipanti
| Squadre | Qualificazione                       | Partecipazioni precedenti (il grassetto indica la vittoria) |
| ------- | ------------------------------------ | ----------------------------------------------------------- |
| PSV     | Vincitore della Eredivisie 2000-2001 | 6 (1991, 1992, 1996, 1997, 1998, 2000)                      |
| Twente  | Vincitore della KNVB beker 2000-2001 | Nessuna                                                     |

## Tabellino
| Arbitro: | Luinge |

|                                     |           |                                 |
| Kežman 4’ Bruggin 10’ Rommedahl 71’ | Marcatori | 34’ De Witte 89’ van der Doelen |

| PSV Eindhoven | Twente |

### Formazioni
| PSV:          |    |                            |     |     |
|               |    |                            |     |     |
| P             | 23 | Ronald Waterreus           |     |     |
| D             | 16 | Theo Lucius                |     |     |
| D             | 21 | Jurij Nykyforov            |     |     |
| D             | 29 | Kevin Hofland              |     |     |
| D             | 22 | Wilfred Bouma              | 41’ |     |
| C             | 6  | Mark van Bommel (c)        |     |     |
| C             | 14 | Johann Vogel               |     | 77’ |
| C             | 19 | Dennis Rommedahl           |     |     |
| C             | 7  | Adil Ramzi                 |     | 57’ |
| A             | 10 | Arnold Bruggink            |     | 54’ |
| A             | 9  | Mateja Kežman              | 90’ |     |
| Sostituzioni: |    |                            |     |     |
| D             | 5  | Jan Heintze                |     | 77’ |
| C             | 15 | John de Jong               |     | 57’ |
| A             | 8  | Jan Vennegoor of Hesselink |     | 54’ |
| Allenatore:   |    |                            |     |     |
| Eric Gerets   |    |                            |     |     |

| Twente:       |  |                       |     |     |
|               |  |                       |     |     |
| P             |  | Sander Boschker       |     |     |
| D             |  | Chris van der Weerden |     | 88’ |
| D             |  | Spira Grujić          |     |     |
| D             |  | Patrick Pothuizen     |     |     |
| D             |  | Sjaak Polak           |     |     |
| C             |  | Björn van der Doelen  |     |     |
| C             |  | Arjan van der Laan    |     |     |
| C             |  | Kurt Van De Paar      |     | 74’ |
| C             |  | Ellery Cairo          |     | 72’ |
| A             |  | Scott Booth           |     |     |
| A             |  | Chris De Witte        |     |     |
| Sostituzioni: |  |                       |     |     |
| D             |  | Dennis Hulshoff       | 90’ | 88’ |
| C             |  | Erik ten Hag          |     | 74’ |
| A             |  | Kingsley Kuali        |     | 72’ |
| Allenatore:   |  |                       |     |     |
| Fred Rutten   |  |                       |     |     |